# Асторија (Илиноис)
Асторија (енгл. Astoria) град је у америчкој савезној држави Илиноис. По попису становништва из 2010. у њему је живело 1.141 становника.

## Демографија
Према попису становништва из 2010. у граду је живело 1.141 становника, што је 52 (4,4%) становника мање него 2000. године.
| Група             | 2000.         | 2010.         |
| Белци             | 1.171 (98,2%) | 1.119 (98,1%) |
| Афроамериканци    | 0 (0,0%)      | 0 (0,0%)      |
| Азијати           | 4 (0,3%)      | 0 (0,0%)      |
| Хиспаноамериканци | 14 (1,2%)     | 10 (0,9%)     |
| Укупно            | 1.193         | 1.141         |